# Shanghai Darts Masters 2016
De Shanghai Darts Masters  was de eerste editie van de Shanghai Darts Masters. Het toernooi was onderdeel van de World Series of Darts. Het toernooi werd gehouden van 25 juni  tot 26 juni 2016 in het Pullman Hotel, Shanghai. Michael van Gerwen won het toernooi door in de finale met 8-3 te winnen van James Wade.

## Deelnemers
Net als in elk World Series toernooi speelde ook hier 8 PDC Spelers tegen 8 darters uit het land/gebied waar het toernooi ook gehouden wordt. De deelnemers waren:
- Gary Anderson
- Michael van Gerwen
- Adrian Lewis
- Phil Taylor
- James Wade
- Dave Chisnall
- Raymond van Barneveld
- Peter Wright
- Paul Lim
- Scott MacKenzie
- Royden Lam
- Yunfei Jiang
- Yuanjun Liu
- Shiyan Lai
- Lihao Wen
- Jianhua Shen

2016 · 2017 · 2018